# Білорус Олег Григорович
Олег Григо́рович Білору́с (нар. 14 жовтня 1939, с. Червоне, Фастівський район, Київська область, Українська РСР, СРСР) — український політик та дипломат. Колишній народний депутат України. Доктор економічних наук, професор (з 1980), академік НАН України (відділення економіки, міжнародний менеджмент з квітня 2012), академік-засновник АЕНУ (з березня 2009). Завідувач відділу глобалістики Інституту соціології НАН України. Перший віце-президент Української академії менеджменту і бізнесу. Президент Міжнародного інституту глобалістики (з 1999). Віце-президент Парламентської асамблеї ОБСЄ (з 2004). Член партії ВО «Батьківщина». Наразі працює в Інституті економіки та прогнозування НАН України.

## Освіта
З 1956 до 1960 року навчався в Київському інституті народного господарства, факультет економіки та управління промисловістю за спеціальністю інженер-економіст.
Кандидатська дисертація «Проблеми комбінування виробництва в промисловості» (1966). Докторська дисертація «Проблеми економіки і організації об'єднань та комплексів (питання теорії та методології)» (1980).

## Кар'єра
Липень 1960 — жовтня 1962 — інженер-економіст, заступник начальника, начальник планово-економічного відділу НВО імені Тараса Григоровича Шевченка в місті Харкові.
Жовтень 1962 — вересень 1966 — аспірант кафедри економіки промисловості.
Вересень 1966 — травень 1970 — асистент, старший науковий співробітник, старший викладач, доцент, заступник декана, декан, проректор, з травня 1970 — перший проректор Київського інституту народного господарства.
Липень 1979 — грудень 1986 — директор Департаменту промисловості, науки і техніки Секретаріату ЄЕК ООН в місті Женеві.
1986–1989 — заступник директора Інституту економіки Держплану УРСР в місті Києві.
1989–1990 — заступник директора — керівник відділення Інституту економіки АНУ.
1989–1992 — генеральний директор (засновник) Міжнародний інститут менеджменту в місті Києві.
1990–1992 — директор (засновник), з 1994 — завідувач відділу глобалістики, геоекономіки і геополітики Інституту світової економіки і міжнародних відносин НАН України в місті Києві.
1990–1991 — член Консультативно-дорадчої ради при Президії Верховної Ради України — радник Голови Верховної Ради України 12(1)-го скликання. У 1991 — голова Республіканського виборчого комітету на виборах Президента України.
6 березня 1992 — 12 вересня 1994 — Надзвичайний і Повноважний Посол України в США.
Червень 1996 — травень 1999 — член партії ВО «Громада», член Президії, з серпня 1997 — заступник голови партії, з 1997 — перший віце-прем'єр і міністр зовнішніх зносин тіньового опозиційного Кабінету міністрів ВО «Громада».
Вересень 1996 — січень 1997 — член Експертної ради при Прем'єр-міністрові України — радник Прем'єр-міністра.
З 1999 — член партії ВО «Батьківщина».
З 1964 до 1965 року проходив наукове стажування в Белградському університеті (Югославія), з 1974 до 1975 року — у Гарвардському і Колумбійському університетах (США). Один з засновників (1990) і президент Української міжнародної асоціації Римського клубу (2001). Академік Міжнародної академії менеджменту (1991), Української міжнародної академії бізнесу та менеджменту (1991) в місті Нью-Йорку. АН (з 1992). Дійсний член Американської аграрної академії (з 1994). Член президії Федерації науковців України (з 2000), член Українсько-Американської професійної асоціації (США).
Наразі працює в Інституті економіки та прогнозування НАН України.

## Інше
Поліглот. Володіє англійською, французькою, сербською, хорватською, словенською, польською, словацькою, боснійською, чорногорською, македонською, німецькою мовами.
Захоплюється іноземними мовами, художньою літературою, мисливством, садівництвом, туризмом та вокалом.

## Звання та нагороди
- Заслужений діяч науки і техніки України (з 1992).
- Заслужений працівник вищої школи СРСР (1979).
- Дипломат року (США, 1994).
- Лауреат премії імені Олександра Шліхтера АНУ (1989)
- Лауреат Премії НАН України імені М. В. Птухи (2001)
- Відмінник вищої школи СРСР (1972, 1976).
- Генерал-полковник Козацького Війська Запорозького (з 1999).
- Почесний мисливець України (1970).
- Медаль «За доблесну працю» (1970).
- Почесна Грамота Верховної Ради України (2005).
- Кавалер ордена князя Ярослава Мудрого V ступеня (23 червня 2009)[4].
- Дипломатичний ранг — Надзвичайний і Повноважний Посол України (з березня 1992).

## Наукові праці
Автор (співавтор) понад 500 наукових праць, зокрема 27 індивідуальних і колективних монографій, підручників: «Экономика промышленности» (1968, 1972), «Механизмы народнохозяйственной интеграции» (1990), «Радикальная реформа управления экономикой» (1989), «Проблемы общественной организации промышленного производства» (1979), «Экономика промышленного производства» (1977, 1982), «Акціонерні товариства: організація і управління» (1992), «Проблеми теорії і практики менеджменту» (1992), «Глобальні трансформації і стратегії розвитку» (1998), «Глобальные трансформации и стратегии развития» (2000), «Глобалізація і безпека розвитку» (2001; 2002 — російська), «Глобалізація і національна стратегія України» (2001), «Економічна система глобалізму» (2003; українська, російська), «Глобальна перспектива і сталий розвиток» (2005) та інші.

## Сім'я
- Батько Григорій Степанович (1908–1978) — вчитель історії і географії.
- Мати Валентина Григорівна (1916) — вчителька, пенсіонерка.
- Дружина Лариса Іванівна (1945) — викладач мови.
- Син Ігор (1968) — економіст.
- Дочка Ірина (1969) — кандидат юридичних наук, проректор УАЗТ.

## Парламентська діяльність
Народний депутат України 3-го скликання з 12 травня 1998 до 14 травня 2002 від ВО «Громада», № 8 в списку. На час виборів: завідувач відділу глобальних міжнародних стратегій Інституту світової економіки і міжнародних відносин НАН України, член партії ВО «Громада». Член фракції «Громада» (травень 1998 — березень 1999), уповноважений представник фракції «Батьківщина» (з березня 1999). Член Комітету у закордонних справах і зв'язках з СНД (з липня 1998).
Народний депутат України 4-го скликання з 14 травня 2002 до 25 травня 2006 від «Блоку Юлії Тимошенко», № 6 в списку. На час виборів: народний депутат України, член партії ВО «Батьківщина». Член фракції «Блок Юлії Тимошенко» (з травня 2002), заступник керівника (травень 2002 — лютий 2005), керівник (з лютого 2005). Член Комітету у закордонних справах (червень 2002 — вересень 2004), голова підкомітету з глобальної безпеки, співробітництва і розвитку Комітету у закордонних справах (з вересня 2004).
Народний депутат України 5-го скликання з 25 травня 2006 до 12 червня 2007 від «Блоку Юлії Тимошенко», № 11 в списку. На час виборів: народний депутат України, член партії ВО «Батьківщина». Член фракції «Блок Юлії Тимошенко» (з травня 2006), заступник голови (з серпня 2006). Перший заступник голови Комітету у закордонних справах (з липня 2006), голова постійної делегації Верховної Ради України при ОБСЄ (з вересня 2006). 12 червня 2007 достроково припинив свої повноваження під час масового складення мандатів депутатами-опозиціонерами з метою проведення позачергових виборів до Верховної Ради України.
Народний депутат України 6-го скликання з 23 листопада 2007 до 12 грудня 2012 від «Блоку Юлії Тимошенко», № 11 в списку. На час виборів: пенсіонер, член партії ВО «Батьківщина». Член фракції «Блок Юлії Тимошенко» (з листопада 2007), заступник голови (листопад 2007 — вересень 2010). Голова Комітету у закордонних справах (з грудня 2007).